# NEXT!
NEXT! är ett album av tyska Seeed som släpptes 14 oktober 2005.

## Låtlista
1. Schwinger
2. Next ...!!
3. Aufstehn! feat. Cee-Lo Green
4. Stand Up
5. Tight Pants
6. Please feat. Lady Saw
7. Ocean's 11
8. Can't Hold Me
9. Goosebumps
10. Slowlife
11. Ding
12. She Got Me Twisted
13. Light the Sun
14. End Of Day feat. Maya Dela Gwada